# Qazanbulaq
Qazanbulaq (ryska: Казанбулак) är en ort i Azerbajdzjan.   Den ligger i distriktet Goranboj, i den centrala delen av landet, 270 km väster om huvudstaden Baku. Qazanbulaq ligger 259 meter över havet och antalet invånare är 980.
Terrängen runt Qazanbulaq är platt åt nordost, men åt sydväst är den kuperad. Närmaste större samhälle är Borsunlu, 3,7 km norr om Qazanbulaq.
Trakten runt Qazanbulaq består i huvudsak av gräsmarker. Runt Qazanbulaq är det ganska tätbefolkat, med 70 invånare per kvadratkilometer.